# Elio
Elio [ˈɛː.ljo] ist ein männlicher Vorname.

## Herkunft und Bedeutung
Bei Elio handelt es sich um die italienische Form des römischen Gentilnamens Aelius, der vermutlich auf altgriechisch ἥλιος hēlios „Sonne“ zurückgeht, oder um die italienische Variante des griechischen Namens Ἥλιος Hēlios, der ebenfalls auf ἥλιος hēlios zurückgeht.

## Verbreitung
In Italien ist der Name mäßig beliebt. Im Jahr 2020 belegte er Rang 147 der Vornamenscharts. In der Schweiz erfreut sich der Name großer Beliebtheit. Seit 2016 zählt er zur Top-100 der Vornamenscharts. Im Jahr 2021 belegte er Rang 26 der Hitliste.
In Frankreich wurde der Name bereits in den 1920er bis 1950er Jahren gelegentlich vergeben. Die Top-300 konnte der Name in diesem Zeitraum nur viermal erreichen. Seit den 2000er Jahren nimmt die Popularität des Namens wieder zu. Im Jahr 2019 stieg der Name in die Top-100 der Vornamenscharts auf und erreichte im Jahr 2021 Rang 54 der Hitliste.
In Deutschland stand der Name im Jahr 2021 auf Rang 404 der Vornamenscharts.

## Varianten
- Altgriechisch: Ἥλιος Hēlios
- Latein: Aelius
  - Feminin: Aelia
- Portugiesisch: Hélio
  - Feminin: Hélia
- Spanisch: Helio
  - Feminin (Katalanisch): Èlia

Der portugiesische Name Élio stellt keine Variante von Elio dar.

## Namensträger
- Elio Aggiano (* 1972), italienischer Radrennfahrer
- Elio de Angelis (1958–1986), italienischer Automobilrennfahrer
- Elio Balletti († 1995), italienischer Szenenbildner
- Elio Bartolini (1922–2006), italienischer Schriftsteller und Filmregisseur
- Elio Bavutti (1914–1987), italienischer Radrennfahrer
- Elio Boncompagni (1933–2019), italienischer Orchesterleiter und Dirigent
- Elio Capradossi (* 1996), ugandisch-italienischer Fußballspieler
- Elio Carniel (1923–1991), österreichisch-italienischer Kameramann
- Elio Di Rupo (* 1951), belgischer Politiker italienischer Herkunft
- Elio Fox (* 1986), US-amerikanischer Pokerspieler
- Elio Juárez (* 1942), uruguayischer Radrennfahrer
- Elio Germano (* 1980), italienischer Schauspieler
- Elio Ghirlanda (1924–2015), Schweizer Sekundarlehrer und Sprachwissenschaftler
- Elio Guzzanti (1920–2014), italienischer Mediziner und Politiker
- Elio Locatelli (1943–2019), italienischer Eisschnellläufer
- Elio Martusciello (* 1959), italienischer Improvisationsmusiker, Komponist und Multimediakünstler
- Elio Pagliarani (1927–2012), italienischer Dichter
- Elio Palumbo (1933–2004), italienischer Musikproduzent und Fernsehregisseur
- Elio Parise (* 1948), ehemaliger italienischer Radrennfahrer
- Elio Petri (1929–1982), italienischer Filmregisseur und Drehbuchautor
- Elio Ragni (1910–1998), italienischer Leichtathlet
- Elio Scardamaglia (1920–2001), italienischer Filmproduzent
- Elio Sgreccia (1928–2019), italienischer Bioethiker und Kardinal
- Elio Toaff (1915–2015), italienischer Großrabbiner
- Elio Vittorini (1908–1966), italienischer Schriftsteller